# 罗伯特·泰弗士
罗伯特·泰弗士（英語：Robert L. Trivers，/ˈtrɪvərz/，1943年2月19日—），美国进化论学家和社会生物学家，罗格斯大学人类学与生物科学教授。他提出了互惠利他主義（1971年）、亲代投资（1972年）、兼性性別比确定（1973年）和亲子冲突（1974年）等理论。他还从适应性进化策略方面解释了自我欺骗现象（首次描述于1976年）并论述了基因組內部衝突。

## 个人生活
泰弗士生于1943年，是家里七个孩子中第二个出生的。父亲是Howard Trivers，母亲是Mildred Trivers，他们30年代于在哈佛大学研究院相识。他立陶宛移民来的祖父通过卖裤子时耍花招而赚得一笔钱，得以让父亲前往德国学习德国哲学，这名犹太人在1938年感到情况不对而回国，二战期间研究方法对抗德国。战后，父亲在国务院工作，泰弗士因此在一个外交家庭环境中长大。

## 教育
1961年，泰弗士从菲利普斯学院毕业，打算到哈佛大学学习数学。这时却丧失了对数学的兴趣，由于在柏林和哥本哈根的成长经历，他深切地体验了不公与歧视，于是准备成为一名律师，于是在哈佛学习历史。他在一次精神崩溃后上了心理学课程，但对心理学状况感到失望。他因精神崩溃而没能进入耶鲁法学院，于是找了一份给儿童写教科书的工作，但这些书并未出版。根据《衛報》的安德鲁·布朗，精神崩溃是泰弗士因读路德维希·维特根斯坦的书而“一夜夜”地不睡觉。这导致他住院服用“第一代有效的抗精神病药”，同时参加美术课程。他又找到了一份绘图和撰写“一系列高中教科书”的工作。由于他学习的是历史，他的主管知道他不了解人体生物学，于是他被指定动物种类去写，也开始学习现代进化论。
1965年秋天，他了解到自然选择是认知生命的关键，于是成为一名进化生物学家。第二年春天，他又进一步了解了漢彌爾頓的亲属关系理论。由于对进化论的了解，他在1968年到1972年间与恩斯特·瓦尔特·迈尔一起做毕业论文。他在1972年6月15日获得了哈佛大学生物学的哲學博士，尽管从没上过一节博士生物课。他第一部主要论文的下半部分"互利主义的进化"发表于1971年。

## 生涯
泰弗士在1973年到1978年间任哈佛大学教员，之后转到了聖塔克魯茲加利福尼亞大學。1994年以来，他在罗格斯大学任教。在2008–09学年，他担任柏林高等研究院会员。
泰弗士在给理查德·道金斯畅销书《自私的基因》的序言中，首次提出了他的自我欺骗的自适应理论。
1978年，泰弗士在监狱主持一堂阅读课时认识了黑豹党主席休伊·牛顿，2年后牛顿得到了UCSC意识史哲学博士学位，他们也成为好朋友，牛顿还成为了泰弗士一女儿的教父。1979年，泰弗士也加入了黑豹党。1982年，他们研究了造成74人死亡的佛罗里达90号航班坠机事故中自我欺骗起的作用，并出版了论文。
2007年，泰弗士因关于“社会进化、冲突和合作”的基础分析而获得克拉福德奖生物科学奖。

## 影响
泰弗士是当今最有影响力的进化论学家之一。史迪芬·平克认为泰弗士是“西方思想史上最伟大的思想家之一”，他说泰弗士
启发了惊人数量的心理学和生物学的研究述评——社会生物学、进化心理学、达尔文主义社会科学和行为生态学领域中的很多研究都是尝试去测试和具体化泰弗士的观点。在泰弗士开创性论文发表后，艾德華·威爾森的《社会生物学》和理查德·道金斯的《自私的基因》才分别于1975年和1976年出版，这不是巧合：两书的作者都公开承认他们是在推广的泰弗士思想和基于他思想的研究。1990年代的热门进化心理学书籍——《适应的心灵》、《红色皇后》、《天生反骨》、《贞洁的起源》、《道德动物》，包括我的《心智探奇》也类似，这些书都是广泛基于泰弗士的思想和基于他思想的研究（涉及多种动物种族、数学和电脑模型以及人类社会和认知心理学）。

## 文献目录

### 重要论文
- Trivers, R. L. . The Quarterly Review of Biology（英语：The Quarterly Review of Biology）. 1971, 46 (1): 35–57. JSTOR 2822435. doi:10.1086/406755.
- Trivers, R. L. (1972) Parental investment and sexual selection. In B. Campbell (Ed.) Sexual selection and the descent of man, 1871-1971 (pp 136–179). Chicago, Aldine.
- Trivers, RL; Willard, DE. . Science. 1973, 179 (4068): 90–2. Bibcode:1973Sci...179...90T. JSTOR 1734960. PMID 4682135. doi:10.1126/science.179.4068.90.
- Trivers, R. L. . American Zoologist. 1974, 14 (1): 249–264. doi:10.1093/icb/14.1.249.
- Trivers, R. L.; Hare, H. . Science. 1976, 191 (4224): 249–63. Bibcode:1976Sci...191..249T. PMID 1108197. doi:10.1126/science.1108197.
- Trivers, R. L. (1991) Deceit and self-deception: The relationship between communication and consciousness. In: M. Robinson and L. Tiger (eds.) Man and Beast Revisited, Smithsonian, Washington, DC, pp. 175–191.

### 书籍
- Trivers, R. L. (1985) Social Evolution. Benjamin/Cummings, Menlo Park, CA.
- Trivers, R. L. (2002) Natural Selection and Social Theory: Selected Papers of Robert L. Trivers. (Evolution and Cognition Series) Oxford University Press, Oxford. ISBN 0-19-513062-6
- Burt, A. & Trivers, R. L. (2006) Genes in Conflict : The Biology of Selfish Genetic Elements. 哈佛大学出版社, Harvard. ISBN 0-674-01713-7
- Trivers R, Palestis BG, Zaatari D. (2009) The Anatomy of a Fraud: Symmetry and Dance TPZ Publishers ISBN 978-0-615-28756-0
- Trivers R (2011) 愚昧者：為什麼我們會自我欺騙？從演化邏輯和心理學透視人類欺騙的科學（英语：The Folly of Fools: The Logic of Deceit and Self-Deception in Human Life） Basic Books ISBN 978-0-465-02755-2